# Couto Misto
Xe siècle – 1868
1147 (indépendance)
Entités précédentes :
- Royaume de Galice
- Comté de Portugal

Entités suivantes :
- Royaume de Portugal
- Royaume d'Espagne

Le Couto Misto (en portugais) ou Couto Mixto (en galicien) est un ancien micro-État européen, situé dans la péninsule Ibérique, entre l'Espagne et le Portugal, dans la zone historique de la Raia, entre Ourense et Chaves. Créé entre le Xe et le XIIe siècle, et devenu independant en 1147, ce micro-État s'étendait sur une superficie de 26,9 km². Sa population était de 128 habitants en 1527-1532, d'environ 800 habitants en 1845, pour atteindre un maximum de 1000 habitants en 1862-1864 d'après son avant-dernier Juge, Delfim Modesto Brandão. Son territoire, montagneux, était composé de trois village situés au nord du massif du Larouco, dans le bassin du Salas : Santiago, sa capitale, Rubiás (tous deux situés dans l'actuel district galicien de Calvos de Randim) et Meaus (actuel district galicien de Baltar), ainsi que d'une large bande de territoire agricole située dans l'actuel district portugais de Montalegre,,,, et il était traversé par le Salas, un affluent du fleuve Lima. Le Couto Misto a existé jusqu'en 1868, année de son annexion par le Portugal et l'Espagne.
Politiquement, le Couto Misto était une République rurale égalitaire. Sa devise était Tres unum sunt, « Les Trois sont un ». Son drapeau blanc et bleu reprenait les couleurs du drapeau portugais, sans la sphère armillaire et le blason royaux. Son blason écartelé ; au premier du Portugal (croix royale portugaise à cinq quinas) ; au deuxième de l'ordre de Saint Benoît d'Avis (croix d'Avis) ; au troisième de trois étoiles sur fond vert en pointe symbolisant ses trois villages résistant aux Maures ; au quatrième de gueules à la bande noire recouverte d'une chaîne d'or en cercle symbolisant leur union ; sur-le-tout de trois clés croisées, sur écu portugais. Ses habitants étaient intégralement lusophones, de langue portugaise ou galicienne, parfois bilingues castillan, et entretenaient des liens familiaux, économiques, de solidarité et matrimoniaux actifs avec les populations frontalières des deux pays voisins, avec de larges réseaux d'alliances. La religion du Couto Misto était le catholicisme.

## Histoire

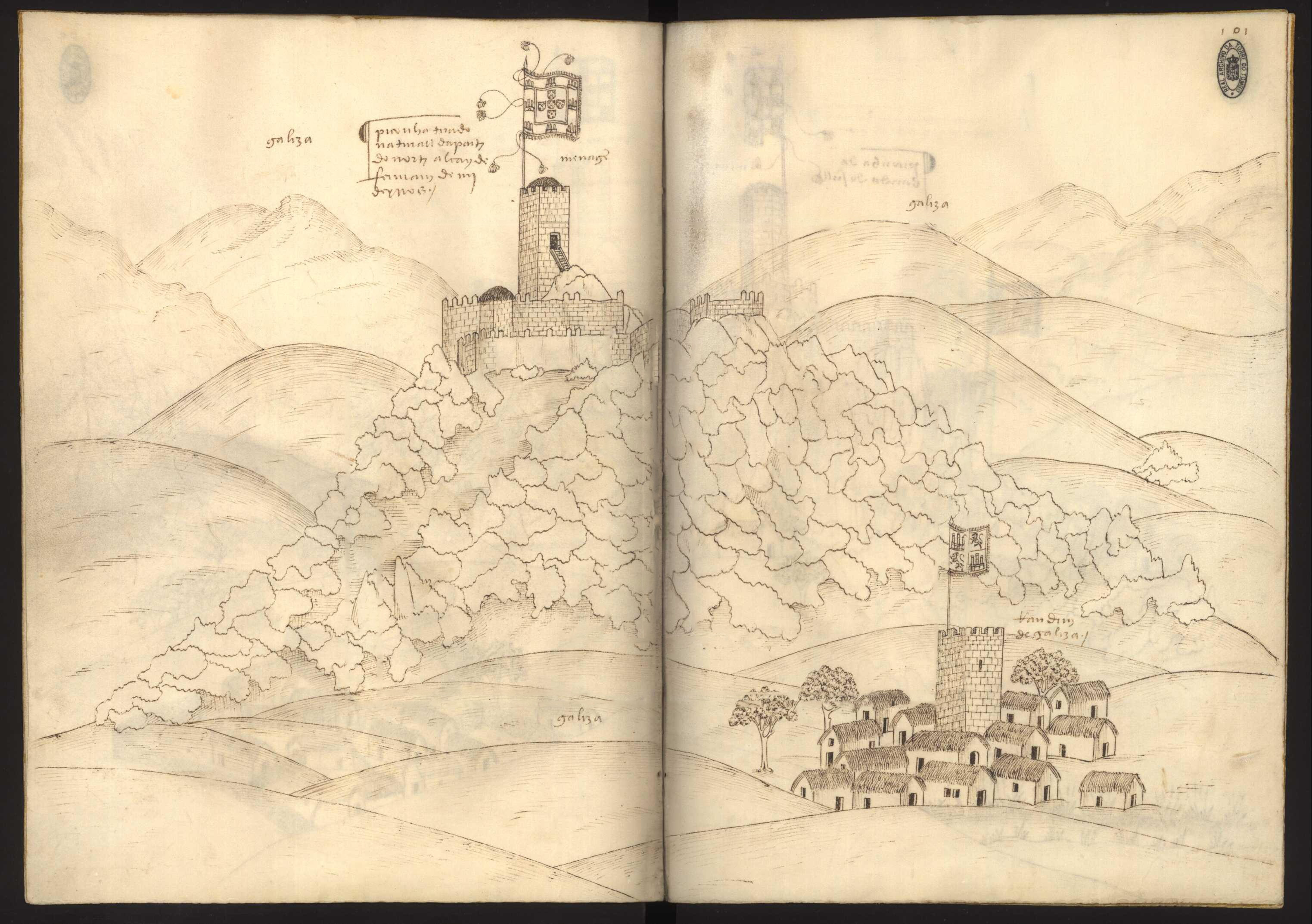
Le château de la Piconha dans le giron duquel on voit émerger le Couto Misto entre le Xe et le XIIe siècles. Livro das Fortalezas, planche nº 101. Duarte de Armas, vers 1509.

Historiquement, le Couto Misto participe des anciennes souverainetés ibériques créées entre les IXe et XIIIe siècles, fréquentes dans les zones de montagne propices à l'établissement de petites entités étatiques indépendantes : principauté du Béarn, principauté d'Andorre, Royaume de Navarre, etc. Il est aussi à inscrire dans le contexte très particulier de la Raia, vaste zone frontalière de culture mixte qui unit plus qu'elle ne sépare le Portugal et l'Espagne, particulièrement autonome, dynamique et poreuse au niveau de la Galice du fait des liens historiques, familiaux, linguistiques et culturels qui unissent Portugais et Galiciens, et de la géographie très accidentée de la région,.
Les origines du Couto Misto remontent au tout début du Bas Moyen Âge, dans le contexte de multiplication des coutos, dans le giron du château portugais de la Piconha, puis de la Maison de de Bragance. À l'époque, entre les IXe et XIIe siècles, les coutos désignaient des territoires circonscrits appartenant au clergé, à un seigneur laïc ou à un ordre militaire, bénéficiant par charte royale d'une franchise juridique (carta de couto), qui pouvaient interdire leur accès aux fonctionnaires royaux : juges, percepteurs d'impôts ou officiers militaires, et dont les habitants étaient exempts de l'ost et de tout type d'impôt ou corvée. Ces territoires, sortes de colonies pénitentiaires libres, équivalents ruraux des villes franches, étaient créés afin de favoriser le repeuplement de régions dépeuplées, notamment par les guerres de la Reconquista, et de pardonner, fixer et réinsérer utilement les criminels ou pillards en fuite, nombreux à l'époque.
Au départ, si l'on se fonde sur son blasonnement et sur ses liens institutionnels avec les autorités de Montalegre, le Couto Misto était sans doute sous la dépendance juridictionnelle d'une commanderie portugaise de l'ordre militaire d'Avis. En s'appuyant sur ses privilèges et franchises de couto, sans que l'on sache quand ni comment il s'est émancipé de sa seigneurie de tutelle, le Couto Misto a élargi son autonomie entre les Xe et XIIe siècles dans le sillage du processus d'autonomisation du comté de Portugal (868-1139), quand ce dernier a établi ses frontières juridictionnelles avec le Royaume de León. Ces frontières juridictionnelles étant fixées de façon peu claires à l'époque, et difficiles à contrôler, les habitants du Couto ont profité d'une faille de souveraineté et de leur position frontalière pour s'ériger en même temps que le Portugal en territoire totalement indépendant des deux royaumes voisins, en 1147. Pendant les siècles suivant, ils ont su multiplier les stratégies, accords et alliances avec les autorités centrales et locales portugaises et espagnoles, pour établir un équilibre entre les deux royaumes, déjouer tout processus d'annexion, et souvent se faire oublier d'eux, opérant jusqu'au XIXe siècle comme un État souverain.
La forme définitive qu'a pris cet équilibre entre Portugal et Espagne peut être fixée au début du XVIe siècle. À ce moment, la région était traversée par une multitude de conflits opposant seigneurs galiciens et portugais, et le théâtre d'actions violentes et de raids militaires constants. Ces violences impliquaient, du côté portugais : les alcades des châteaux de la Piconha, Antonio de Araújo, et de Montalegre, Lançarote Gonçalves ; et du côté galicien : le meiriño de Salas, Pedro Sival, au service du comte de Monterrei. Le contentieux opposant les seigneurs des deux côtés de la frontière tenait à la volonté des seigneurs portugais d'affirmer leur hégémonie sur la région, en profitant de la répression que les Galiciens avaient subi de la part de Madrid après les révoltes d'Irmandiña,. Les registres de 1517 rapportent qu'en quelques mois, les Galiciens avaient subi au moins vingt-huit agressions de la part des Portugais. À ce moment, le Couto, pris en tenaille entre les seigneuries en guerre, était composé de quatre villages : Santiago, Rubiás, Meaus et Pena (situé entre ceux de Santiago e Vilar, dans la paroisse de Randín).
Dans ce contexte de volonté d'affirmation seigneuriale, la crise a été déclenchée par le refus des habitants du Couto de payer aux seigneurs portugais de la Piconha les taxes sur le seigle (fanegas de centeio) et l'impôt sur la vente de sel (beneficios do sal). En représailles, les seigneurs de la Piconha ont envoyé une bande armée de cavaliers lancer une attaque nocturne sur le petit village de Pena, brûlant toutes les maisons et massacrant tous les hommes. Les femmes survivantes et les prisonniers relâchés se sont réfugiés dans les villages de Santiago et Rubiás, et le village incendié de Pena a été totalement abandonné et rasé entre 1517 et 1518. Voyant que les conflits entre Barroso et Randín reprenaient, quoi que tributaires en première intention du Portugal, les habitants du Couto ont immédiatement cherché la protection militaire des comtes galiciens de Monterrei. Cette alliance scellée en 1518, qui associait les troupes de Monterrei aux milices du Couto, permettait aux deux parties de faire face à toute attaque des seigneurs de guerre portugais voisins.
Pour les habitants du Couto, le recours aux seigneurs galiciens était d'autant plus légitime que si leurs privilèges leur avaient été accordés au Xe siècle par le souverain portugais, alors comte de Portugal, par l'intermédiaire d'un ordre militaire souverain, celui-ci agissait à l'époque au nom de son suzerain le roi de León, qui était aussi roi de Galice. Lorsque le Portugal a coupé ses liens vassaliques avec le León et est devenu indépendant en 1147, les dirigeants des deux royaumes sont restés dépositaires et garants des privilèges du Couto, situé à la frontière entre les deux. D'un point de vue vassalique donc, les Galiciens étaient aussi dépositaires et responsables des libertés du Couto, et en droit d'intervenir pour les défendre en cas d'attaque, en tant que suzerains. Pour les comtes de Monterrei, le protectorat sur le Couto permettait de saper un peu l'influence des Portugais dans la région, de se constituer un petit État tampon au niveau de la frontière, d'avoir un contingent d'hommes en armes en plus dans les guerres les opposant à eux, et de se ménager un réseau d'informateurs et de passeurs précieux en cas de besoin. Cette alliance, qui jouait sur les tensions opposant les deux Royaumes, permettait aux habitants du Couto de se placer sur un point d'équilibre subtil.
D'un point de vue juridique le Couto continuait à tenir les privilèges fondant son autonomie du Portugal. À l'issue de leur élection par les habitants, tous les Juge placés à la tête du Couto allaient systématiquement se présenter aux corrégidores portugais de Montalegre, afin que ces derniers les confirment dans leurs fonctions, actant les privilèges et le transfert de souveraineté fondant l'indépendance du territoire. Mais en pratique ces privilèges et autonomie étaient dorénavant garantis par leur alliance militaires avec les comtes galiciens de Monterrei. Dans cette configuration, le Portugal n'aurait jamais toléré l'annexion par l'Espagne d'un petit territoire qu'il avait affranchi, mais l'Espagne n'aurait jamais laissé le Portugal remettre la main sur ce même territoire qu'elle devait protéger. Prenant en compte cette situation, un document royal portugais de 1530 consacre les villages de Santiago e Ruvyaes dans leur statut de « possessions mixtes du Portugal et de la Galice » (mistigos de Portugal e Gallyza). Le recensement de 1527-1532 (numeramento de 1527-1532) organisé par le roi Jean III de Portugal, dénombre à l'époque 17 foyers (vizinhos) à Rubiás, 7 à Santiago et 8 à Meaus, soit 32 feux fiscaux sur l'ensemble du Couto, pour 128 habitants au total. Un document portugais de 1540 rapporte que les habitants de Couto ont renouvelé cette même année les accords de protection établis avec les seigneurs de Monterrei, « face à la persistance des conflits entre les Mixtes et leurs voisins de la Raia ». Cette protection, qui se maintiendra jusqu'à la fin du Couto au XIXe siècle, sera l'un des grands leviers de l'indépendance du Couto.

## Régime politique
Contrairement aux autres micro-États ibériques, le Couto Misto était apparenté à une République rurale égalitaire,,, avec un fonctionnement rappelant celui des communes libres médiévales, ,. Le Couto était dirigé par un Juge élu pour trois ans, ayant le titre de « Juge gouvernatif et politique du Couto » (Juiz governativo e político do Couto), qui exerçait des fonctions gouvernementales, administratives et judiciaires avec l'aide de six « hommes de bien »  (homens bons), également élus, à raison de deux par village, et d'un vicaire. En plus des actions de cette petite structure gouvernementale, les habitants du Couto avaient la possibilité de s'auto-saisir et de prendre des décisions politiques votées démocratiquement en assemblée au sein du « Conseil ouvert » (Conselho aberto), tenu en plein air, avec un pouvoir de révocation de leurs élus,.
La gouvernance du Couto par un Juge élu, cas unique en Europe, s'explique d'abord par le fait que le territoire soit, à l'origine, une colonie pénitentiaire intérieure. Sa souveraineté et son indépendance avaient été obtenues par le principe d'élection, par ses propres habitants, du magistrat-officier la chapeautant, qui était censé représenter le roi et exercer les pouvoirs en son nom. À cette raison historique et juridique, s'ajoutait une motivation stratégique, tenant à l'intérêt des habitants du Couto. Dans la mesure où le Couto Misto fondait sa souveraineté et son indépendance sur une charte de franchise judiciaire définitive octroyée par deux autres États souverains, et sur une faille de juridique et administrative liée à sa situation frontalière, il était bon, pour assurer la conduite de ses affaires, qu'il soit dirigé par un magistrat capable de mener des combats juridiques avec les États impliqués, de faire valoir ses privilèges et d'incarner son indépendance.
La présence aux côtés du Juge du Couto des « hommes de bien » élus, et surtout l'existence du « Conseil ouvert », étaient quant à elle caractéristique de la culture communale villageoise ayant émergé à la suite des invasions musulmanes qui avaient mis à mal le servage au profit de la petite propriété libre aux VIIIe et IXe siècles dans la région. Ces institutions incarnaient les principes démocratiques, d'autogestion et égalitaires régissant l'organisation de la vie au sein du Couto. L'association du Juge et du Conseil ouvert était au fondement du fonctionnement et de l'indépendance du Couto. Une fois élu par les habitants du Couto, le Juge était confirmé dans ses fonctions par le corrégidor portugais de Montalegre, actant le transfert de souveraineté qui rendait le territoire libre, et apte à se gérer en toute indépendance.
Afin de s'assurer qu'il avait une bonne connaissance des systèmes administratifs, politiques et du droit portugais et espagnols, il n'était pas rare que le Juge élu soit un étranger, venu du Portugal ou de Galice avec une expérience de fonctionnaire ou de magistrat, et installé adulte dans le Couto. C'était par exemple le cas de Delfim Modesto Brandão, Juge de 1860 à 1868. Les registres, actes judiciaires, livres de comptes et journaux de gouvernance tenus par le Juge faisaient office d'archives du Couto, et constituent aujourd'hui la première source historique pour son étude. Les registres de l'église de Santiago s'ajoutaient à ceux du Juge, conservant les documents les plus importants, considérés comme sacrés, et faisaient en outre office d'état civil. Pour assurer sa défense, le Couto s'appuyait sur ses milices villageoises mobilisant tous les hommes valides. Afin de pouvoir établir librement ses relations avec l'étranger, il était doté d'un service postal propre. Enfin, la politique d'éducation, d'encadrement des populations et d'aide aux malades et aux indigents était déléguée à l’Église.
Sans que sa souveraineté ait jamais été établie de jure, grâce à ce système, le Couto Misto a bénéficié d'une indépendance totale de facto pendant neuf siècles. Dans le Couto, les habitants bénéficiaient de tous les privilèges de la souveraineté : indépendance fiscale et douanière totale, exemption de service militaire, justice indépendante, privilège de port d'armes de toutes catégories (chasse et défense), y compris sur le « Chemin Privilégié » qui prolongeait leur pays en territoire espagnol et portugais. Ayant la possibilité d'interdire l'accès à leur territoire aux polices et aux armées portugaises et espagnoles, ils pouvaient en outre offrir l'asile aux étrangers poursuivis en Espagne ou au Portugal, sauf accusation d'homicide. Et eux-mêmes bénéficiaient d'une immunité judiciaire et policière totale dans une aire d'une lieue autour de leurs frontières, ainsi que sur toutes les ramifications du « Chemin Privilégié ». Enfin, en temps de guerre, le Couto était exempt de l'obligation de financement et d'hébergement des troupes des Etats voisins.

## Économie

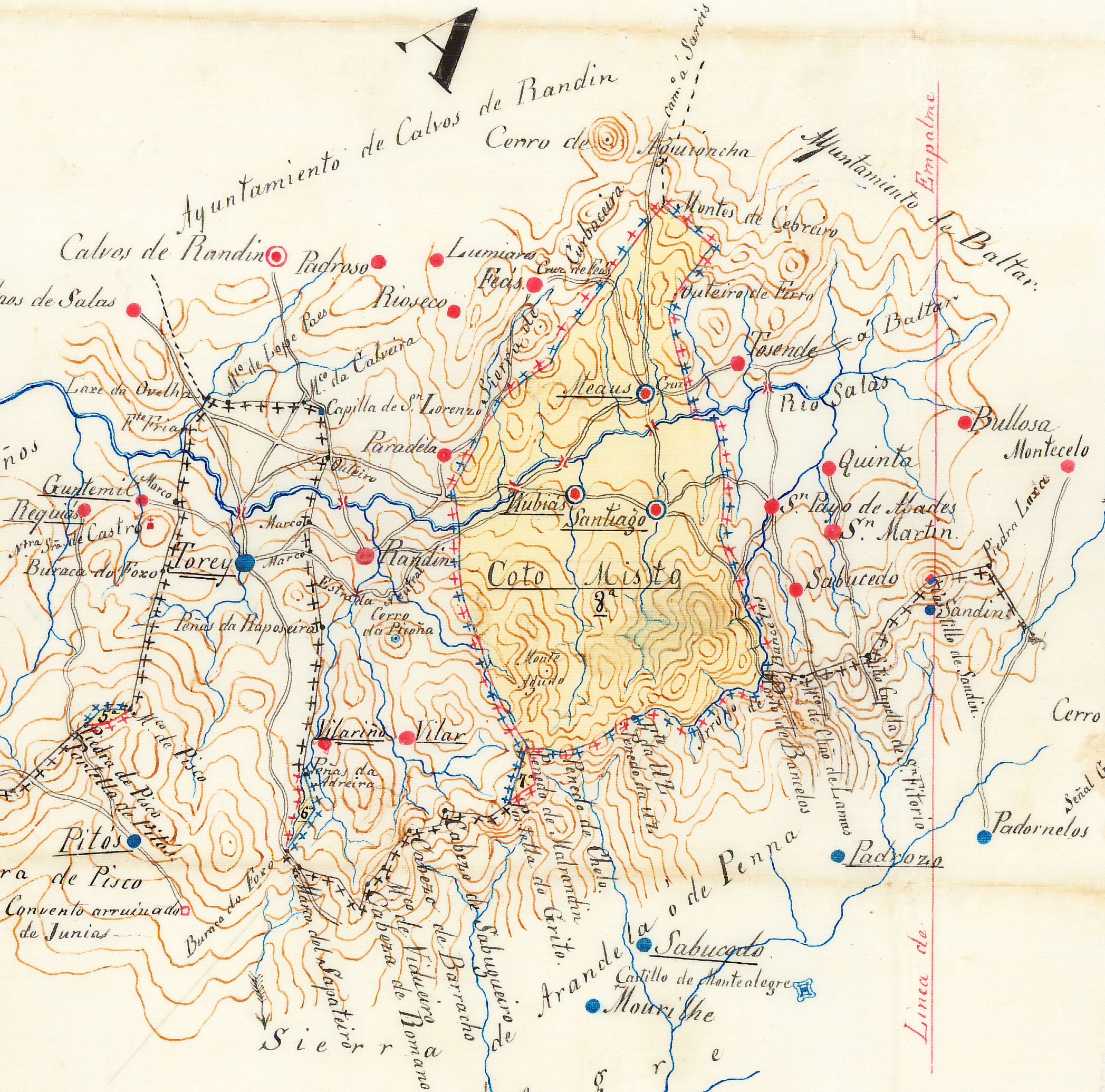
Le Couto Misto sur la carte de José de Castro López sur la Raia, en 1863. On y voit clairement la « Route neutre » (estrada neutra), ou « Chemin Privilégié » (Caminho privilegiado), servant de voie de contrebande.

Par son système économique, qui n'était soumis à aucune emprise de la part du Portugal et de l'Espagne, le Couto s'apparentait à un Paradis fiscal et à un Etat contrebandier. Les habitants du Couto n'étaient soumis à aucune taxation, ni foncière, ni commerciale, ni industrielle, ni sur les biens, ni sur les ventes et achats, transmissions et successions, que ce soit sur leur territoire, mais aussi en Espagne et au Portugal. Sur leur territoire, ils pouvaient pratiquer tous les types de cultures, y compris celles qui faisaient l'objet de limitations (estancos) ou monopoles (monopólios) royaux stricts dans les pays voisins, comme celle du tabac, contrôlée rigoureusement en Espagne et au Portugal par crainte des préjudices infligés à leurs Trésors Royaux respectifs.
En Espagne et au Portugal, les habitants du Couto étaient autorisés à se rendre sur tous les marchés et foires, où ils pouvaient vendre tous types de biens, de denrées et de bêtes, en défiscalisation totale, et sans avoir d'obligation de présenter d'autorisation, de passeport ou de sauf-conduit. Naturellement, ces privilèges, qui les plaçaient en posture de concurrence déloyale et leur octroyaient une totale impunité, ont rapidement contribué à transformer le Couto en plaque tournante de la contrebande entre le Portugal et l'Espagne, et en grand centre de production de cultures illicites, notamment de tabac. Les profits générés par ces activités ont amené de nombreux hommes d'affaires fortunés portugais et espagnols à essayer de s'établir sur le territoire, pour bénéficier de leur régime exceptionnel, ou de nouer des alliances matrimoniales avec eux. Ils ont aussi favorisé les investissements extérieurs par association et stimulé une activité commerciale très dynamique, systématiquement consignée par les autorités des deux États voisins comme de la contrebande. Le Couto Misto faisait usage indifféremment des monnaies circulant dans les deux Etats voisins, suivant ses intérêts et la conjoncture.
Pour circuler dans les pays voisins et faire des affaires avec les régions frontalières limitrophes, les habitants du Couto avaient obtenu la donation par le Portugal et l'Espagne d'une voie de circulation franche, appelée la « Route neutre » (Estrada neutra), ou le « Chemin privilégié » (Caminho privilegiado), d'environ 6 km, qui, partant de leur territoire, traversait les terres de Calvos de Randín en Galice, et de Tourém au Portugal, avec des ramifications secondaires elles aussi en franchise (Veredas privilegiadas). Cette voie de circulation neutre, utilisée pour la circulation de biens et marchandises, clairement identifiée par des stèles de pierre (mourões) gravées de signes distinctifs, le plus souvent des croix, constituait une extension souveraine de leur territoire, en extraterritorialité sur les territoires portugais et espagnols, et aucun des deux Etats voisins n'étaient autorisés à appréhender ou molester les personnes circulant dessus, même pratiquant de la contrebande.

## Citoyenneté
Du point de vue de la nationalité, les habitants du Couto ne se sont jamais dotés d'un régime de citoyenneté propre, afin de pouvoir ménager leurs intérêts et jouer du caractère mixte de leur Etat. Ils pouvaient opter ou ne pas opter pour l'une des deux nationalités espagnole ou portugaise, mais restaient exempts en pratique de toute obligation politique ou administrative vis-à-vis des deux pays voisins. En général, le moment choisi pour opérer ce choix était le jour des noces : ceux qui optaient pour la nationalité portugaise buvaient publiquement un calice de vin à la santé du roi de Portugal, et apposaient la lettre "P" de Portugal sur la porte du domicile conjugal, et ceux qui optaient pour la nationalité espagnole triquaient à la santé du roi d'Espagne, et inscrivaient le "G" de Galice sur la porte de leur domicile. Cette pratique a été remplacée par une autre symbologie à partir du milieu du XIXe siècle, quand les autorités portugaises et espagnoles ont commencé à remettre en question l'indépendance du Couto et les privilèges de ses habitants.
Le choix de la nationalité, qui relevait de la convenance personnelle, se faisait en fonction d'intérêts économiques, géographiques, administratifs, ou de motivations familiales ou matrimoniales. Il avait un caractère anecdotique, dans la mesure où les habitants du Couto n'avaient aucune obligation d'avoir des documents d'identité, n'étant sujets aux effets juridiques d'aucune nationalité. Au Portugal comme en Espagne, ils étaient considérés de comme des étrangers, de nationalité « mixte », et qualifiés de « Mixtes » (Mistos). Les habitants du Couto n'étaient obligés à participer à aucun processus politique ou électoral extérieur, et ont pu s'opposer à toute ingérence dans leur vie politique interne. D'une façon générale, jusqu'au dernier quart du XVIIIe siècle, l'Espagne et le Portugal ont respecté strictement les privilèges et l'indépendance politique du Couto Misto.

## Annexion et démembrement du Couto Misto
L'équilibre fondant l'indépendance du Couto commence à se rompre dans le dernier quart du XVIIIe siècle, à l'époque des Lumières, quand les despotes éclairés des deux grands royaumes ibériques commencent à vouloir centraliser leurs Etats, optimiser leurs recettes, affirmer leurs monopoles et rogner les privilèges de leurs sujets. C'est dans ce contexte qu'en 1785, le Ministre du Trésor espagnol propose au Portugal de mener une action conjointe pour détruire totalement des plantations de tabac du Couto et ses moulins. Reprenant sa démarche à son compte, le comte de Floridablanca, Premier ministre espagnol de 1777 à 1792, demande à son ambassadeur à Lisbonne, le comte Fernán Núñez, d'engager des discussions avec la Couronne portugaise afin d'arriver à un consensus pour interdire la culture du tabac du Couto Misto et confisquer ses récoltes. Le dirigeant espagnol obsédé à l'idée qu'un petit Etat féodal puisse pratiquer la culture et la vente de tabac exempt d'impôts à ses portes, décrit dans ses lettres les habitants du Couto comme « de féroces assassins, des contrebandiers, et des hôtes et auxiliaires de tous les malfaiteurs se réfugiant chez eux », scandaleusement « indépendants des deux couronnes ».
Du côté portugais, les positions sont moins radicales, tempérées par la perspective de pouvoir tirer un bénéfice de la situation. Tout en concédant aux Espagnols que les habitants du Couto « profitent bien de l'indépendance qu'ils se sont octroyée, pour cultiver et vendre du tabac », le juge suprême, corrégidor et pourvoyeur des comarques portugais Francisco de Almada e Mendonça décide, plutôt que de détruire les cultures de tabac du Couto Misto, de profiter de la pression mise par l'Espagne sur le petit territoire pour imposer à ses habitants en position précaire un impôt de 2 400 cruzados pour pouvoir continuer à cultiver leur tabac, en violation totale des privilèges du Couto, sous peine d'accepter la proposition espagnole. Le comportement du dirigeant portugais s'apparente à du racket d'Etat, et il place le Couto comme territoire tabaquier dans le giron du Portugal. Mais le paiement de cette taxe, qui fait du Couto une source de revenus substantiels pour la Couronne portugaise, donne à ses habitants un répit de quelques décennies.
Ce sont les invasions françaises de la péninsule Ibérique, entre 1807 et 1815, qui rompent définitivement l'équilibre fondant l'indépendance du Couto, en bouleversant la politique et la géopolitique de la péninsule. Lors de leur fuite face à l'armée anglo-portugaise menée par le duc de Wellington en 1809, dans le cadre de la seconde invasion du Portugal, les troupes françaises du maréchal Soult mettent à sac le Couto et détruisent tous les documents contenus dans le Coffre aux Trois Clés. La perte de ces documents historiques fondamentaux prive alors le territoire de ses textes constitutionnels originaux. En 1819, les habitants du Couto Misto obtiennent de signer solennellement sur la place de l'Eglise de Santiago un nouveau contrat reconnaissant officiellement leurs privilèges avec la Maison de Bragance et le Diocèse galicien de Orense, dont ils dépendent spirituellement, et qui englobe à l'époque la région portugaise de Tourém. Mais cette fois, la franchise et la protection qui leur est accordée n'est plus perpétuelle et inconditionnelle, mais louée, et prend la forme d'une concession annuelle, proche d'une pratique emphytéotique courante dans les colonies de l'Empire. Dans ce nouveau nouveau contrat de 1819, reconnu par l'Espagne, le corrégidor de Bragance est érigé comme « protecteur naturel du Couto », en échange d'une redevance annuelle de 10 000 réis « à la Sérénissime Maison de Bragance, sans préjudice d'autres paiements symboliques aux couronnes d'Espagne et du Portugal ». À ce statut plus précaire, s'ajoutent les affres de la conjoncture, qui joue à ce moment largement en la défaveur du Couto.
Travaillées par les bouleversements politiques provoqués les invasions napoléoniennes de la péninsule, les décennies qui suivent voient la multiplication des conflits civils et des guerres de succession déchirant le Portugal et l'Espagne. En 1828, une guerre civile éclate au Portugal entre miguelistes, absolutistes et conservateurs, qui imposent sur le trône leur prétendant le roi Michel Ier (1828-1834), et libéraux, partisans de la constitution progressiste de 1822, réunis autour de la jeune reine détrônée Marie II, imposée en 1826 par son père l'ancien roi du Portugal Pierre IV, qui règne sur le Brésil indépendant depuis 1822 avec le titre d'empereur. Cinq ans plus tard, en 1833, alors que les affrontements battent leur plein au Portugal, c'est l'Espagne qui bascule à son tour dans la guerre civile, avec le début de première guerre carliste, qui oppose les partisans libéraux de la jeune reine Isabelle II (1833-1849) et la régente Marie-Christine de Bourbon, aux partisans ultraroyalistes, conservateurs et absolutistes du prétendant au trône Charles de Bourbon. Ces deux guerres civiles entrecroisées, qui durent plusieurs décennies, entraînent des bouleversements politiques et des réformes, qui vont profondément déstabiliser et modifier l'environnement du Couto.
En Espagne, dès son arrivée au pouvoir, la régente Marie-Christine de Bourbon soutenue par le parti libéral opère de grandes réformes politiques et administratives visant à abolir l'Ancien Régime. Parmi ces réformes, la dissolution de la Galice en tant que Royaume autonome en 1833 prive le Couto d'un de ses deux royaumes suzerains, garant de son indépendance, et d'interlocuteurs anciens qu'il connaissait bien,. Dorénavant les habitants du Couto sont aux prises directement avec les autorités lointaines de Madrid, très centralisatrices, profondément hostiles à l'identité galicienne, et au principe même de privilèges et d'autonomie des provinces. Au Portugal, un an plus tard, en 1834, l'abdication de Michel Ier et la montée sur le trône de Marie II, si elle ne met pas un terme aux combats qui déchirent le pays, permet également aux libéraux d'arriver au pouvoir, et d'imposer à leur tour de grandes réformes qui abolissent l'Ancien Régime au Portugal. Cette abolition conjointe de l'Ancien Régime en Espagne et au Portugal au début des années 1830 signe l'avènement des États centralisés modernes, du centralisme, de la massification des sociétés et des grandes aspirations égalitaires, et coince le petit territoire entre deux régimes hostiles.
Dans ce nouvel ordre ibérique, imposé par la force, les deux Royaumes ibériques, traversés de violences, commencent très vite à rechigner à respecter les privilèges du Couto, qui s'enracinent dans un Ancien Régime aboli. Les tenants du nouveau régime, moderne, centralisé, centré sur les villes, sont peu tolérant vis-à-vis des privilèges et des particularismes, surtout ruraux. Il n'y a pas de raison, aux yeux des nouveaux dirigeants et des élites portugais et espagnols, qu'une petite entité féodale puisse continuer à exister sur la base d'un droit et de principes politiques révolus, et que ses habitants puissent continuer à se livrer à des affaires illégales, en toute indépendance, hors de leur cadre juridique. Cet état d'esprit général est exacerbé par les combats et les désordres, qui ne cessent pas. Au Portugal, malgré leur victoire, les libéraux se déchirent à partir de 1836 entre septembristes de gauche, partisans d'une application radicale de la Charte constitutionnelle de 1826, et chartistes modérés de droite, partisans d'une application plus souple et progressive des réformes. Les combats opposant ces deux factions durent plus de quinze ans, jusqu'en 1853. En Espagne, l'opposition entre l'armée espagnole, fidèle à la reine Isabelle II, et certaines troupes rebelles ralliées à la cause de Charles de Bourbon, menées par Ramón Cabrera, déclenche en 1846 la deuxième guerre carliste, qui déchire le pays, et dure jusqu'en 1849.
Dès 1846, dans le cadre de cette seconde guerre carliste, le Couto subit plusieurs incursions des troupes carlistes espagnoles. En 1847, c'est un contingent militaire portugais de 700 soldats suivi de 300 femmes en fuite, commandé par le général Saldanha et poursuivi par des forces adverses, qui entre en catastrophe dans le territoire, où il séjourne une nuit. Les hommes de troupe se répartissent sur les trois villages et marchent le jour suivant. Rappelées à leurs obligations par le dirigeants du Couto, les autorités de Lisbonne et Madrid font de plus en plus de difficultés à demander à leurs armées de contourner le territoire en temps de guerre, et manifestent la volonté d'exiger des habitants du Couto qu'ils hébergent leurs soldats et s'acquittent de taxes finançant leur entretien. Une campagne de dénigrement public du Couto est alors organisée dans les deux pays voisins, qui présentent le petit territoire comme un repère de contrebandiers et de bandits, qui offrent l'asile à tous les délinquants de la Péninsule.
Quoi que maintenant son indépendance, les jours du Couto comme État féodal souverain sont alors comptés. Jouant sur sa dépendance et son enclavement, les deux grands royaumes ibériques rognent peu à peu ses privilèges commerciaux et fiscaux, multiplient les contrôles sur la contrebande, et exercent une pression conjointes par des contrôles et arrestations sur le Chemin Privilégié. En 1850, l'interdiction totale du commerce de tabac par les particuliers au Portugal, qui consacre le monopole d'Etat portugais sur ce commerce, porte un coup très rude à l'économie du Couto, d'autant que Lisbonne décide cette fois d'étendre le champ d'application de sa loi au Couto et à ses habitants, en restreignant explicitement ses privilèges. À compter de cette date, le Couto est autorisé à cultiver 300 pieds de tabac par an pour sa consommation propre, et il s'expose à amendes sévères pour toute culture qui ne serait pas destinée à la consommation exclusive de ses habitants (vizinhos). Pendant les deux décennies qui suivent, on assiste à la destruction régulière des plantations de tabac du Couto par les autorités de Montalegre, effectuée en général au mois d'août, parfois avec l'aide des autorités espagnoles.
Pour compenser ces pertes, les habitants du Couto s'adaptent et parviennent à remanier leurs réseaux de commerce et contrebande, avec l'aide des populations frontalières. Dans l'espoir de recréer un équilibre en leur faveur par effet d'opposition entre leurs deux voisins, ils établissent un contrat avec les autorités espagnoles locales voisines, sorte de for, selon lequel les villages du Couto Misto reconnaissent la suzeraineté de l'Espagne, qui les prend sous sa protection, comme seigneurie de tutelle, en échange de quoi ils lui versent une somme annuelle appelée Alcabala, que le village de Meaus remet à la mairie voisine de Baltar, tandis que Santiago et Rubiás la dépose à la mairie de Calvos de Randín. Mais leur efforts sont vains. À ce moment, les deux Etats ibériques, qui sont sur la même ligne politique, se sont déjà mis d'accord pour lui porter le coup de grâce.
En 1851, une commission mixte hispano-portugaise est créée avec pour mission de liquider définitivement des « zones litigieuses » ou « problématiques » de la Raia. En juillet 1856, les deux délégations composant cette Commission visitent le territoire du Couto Misto et des villages alentours afin de voir comment organiser le partage du territoire. Les Portugais proposent de diviser le Couto en suivant le cours du Salas, de telle façon que Santiago et Rubiás deviendraient portugaises, et la seule Meaus espagnole. Mais le représentant de la délégation espagnole, Fidencio Bourman, refuse la proposition portugaise, au motif que la négociation territoriale est de la compétence de leurs gouvernements respectifs, et que la situation devait être résolue par la voie diplomatique. Malgré les dimensions géographiques réduites du territoire, les négociations, difficiles, piétinent.
En 1858, l'Espagne essaye de faire valoir l'accord de protection qu'elle a établi avec le Couto, avec paiement de l'Alcabala, auprès du vicomte de Soveral, Ministre de Portugal à Madrid, pour affirmer ses droits sur le territoire. Mais dans un document envoyé en 1860 par le duc de Terceira, ministre portugais des Affaires étrangères, au gouvernement espagnol, le Portugal rappelle immédiatement à son voisin que l'Espagne « reconnait le corrégidor de Bragance comme protecteur naturel du Couto Misto ». Et il ajoute, se référant au contrat de franchise de 1819, que le Couto verse une redevance de 10 000 réis à la Sérénissime Maison de Bragance, et que ce paiement se fait « sans préjudice d'autres paiements symboliques aux couronnes d'Espagne et du Portugal ». En 1863, le Portugal refait une seconde proposition de partage du territoire, également rejetée, selon laquelle Santiago passerait aussi à l'Espagne. Entretemps, les habitants du Couto ont élu Delfim Modesto Brandão en juillet 1863 comme Juge, pour qu'il mène une guerre judiciaire et diplomatiques, afin de maintenir leur indépendance, et de mettre fin aux abus continuels et à la violation de souveraineté commises par les autorités portugaises et espagnoles. Cette initiative accélère les événements.
En juin 1864, coupant court à tout recours juridique ou diplomatique, les troupes portugaises et espagnoles envahissent le Couto Misto, pendant que les diplomates continuent à négocier le partage du territoire. Finalement, le 29 septembre 1864, les deux pays signent à Lisbonne le Traité des Limites, en complément du traité de Tomás, qui met en finit définitivement avec l'institution du Couto Misto. En échange des trois villages du Couto Misto, l'Espagne abandonne au Portugal les trois villages voisins des « Peuples promiscus » (Povos promiscuos) de la Raia : Soutelinho da Raia, Lama de Arcos e Cambedo (Vilarelho da Raia), situés à quelques kilomètres à l'est du Couto. Ces trois « Peuples promiscus », situés sur la même ligne de frontière, sont alors dans une situation d'extraterritorialité proche de celle du Couto, mais sans la structure, l'unité politique et les immenses privilèges qui caractérisent ce dernier. Les habitants des six villages disposent d'une année pour choisir l'une ou l'autre nationalité.
Quand il comprend que la dissolution du territoire devenue inévitable, le Juge du Couto Delfim Modesto Brandão renonce à sa charge. Il est remplacé par un éphémère dernier Juge, qui liquide son poste avec la partition et l'annexion formelle du territoire. La ratification du traité et la dévolution des trois villages à l'Espagne est célébrée le 23 juin 1868 dans l'Eglise de Santiago, la capitale du Couto. Tandis que l'Espagne récupère la zone nord du Couto, le Portugal rattache sa partie méridionale inhabitée, qui servait d'arrière-pays agricole, au district portugais de Montalegre. Trois jours après la cérémonie espagnole, le 27 juin à Soutelinho, et le 28 à Cambedo et Lamadarcos, dans une cérémonie similaire, suit l'acte officiel de remise officielle des trois villages promiscus au gouvernement portugais. À l'issue d'un processus de démantèlement administratif et politique de quatre ans, l'ensemble des clauses du Traité des Limites entre en vigueur le 5 novembre 1868, retirant au Couto toute existence légale.